# Historische roman
Een historische roman is een roman binnen het genre van de historische fictie. Bij dit type roman ontwikkelt het plot zich tegen een historische achtergrond en worden historische feiten verweven met fictieve elementen.  Het verhaal kan zich afspelen rondom waargebeurde gebeurtenissen en historische personages, maar vaak worden fictieve (hoofd)personages geplaatst in een historische setting.  

## Kenmerken
In het algemeen wordt er geprobeerd om een bepaalde historische periode zo levendig en kleurrijk mogelijk weer te geven, met extra aandacht voor de voor dat tijdperk representatieve factoren. Aanvankelijk ging daarbij de meeste aandacht uit naar de middeleeuwen, later kwamen ook andere tijdperken in de belangstelling zoals (met name in Nederland) de 17e eeuw. Men streefde enerzijds zoveel mogelijk naar een objectieve reconstructie van het verleden, waaraan anderzijds de auteur zijn eigen verbeeldingskracht toevoegde om tot een echte roman te komen.
De verhouding tussen gegevens uit de historische empirie en de wijze waarop een schrijver die omzet tot een (semi)fictioneel relaas – in andere woorden: de referentialiteit van een tekst – is uiterst delicaat. Hoe subtiel die kwestie ligt, wordt onmiddellijk duidelijk als het genre van de historische roman wordt afgezet tegen dat van de biografie. Beide genres kunnen gebaseerd zijn op gedegen historisch onderzoek en beide kunnen met bijzonder veel verteltalent zijn neergezet, maar de biografie verantwoordt de bronnen uitvoerig, terwijl de historische roman dat in de regel niet doet (zelfs al neigen moderne schrijvers ertoe een bronnenlijstje aan hun roman toe te voegen). Het onderscheid zit hem eerst en vooral in het feit dat de schrijver van een historische roman meer ruimte geeft aan zijn verbeeldingskracht. Maar ook dan zijn er tal van varianten. De schrijver kan zich strikt houden aan historische feiten, de auteur kan de feiten plaatsen binnen of omzetten tot een geheel dat een persoonlijke signatuur draagt, of historische feiten kunnen soms niet meer zijn dan een aanleiding tot een relaas waarin de verbeelding belangrijker is dan de weergave van een historische werkelijkheid; uiteraard staat deze laatste variant het dichtste bij de fictionele roman.
Het is in de regel in de weergave van dialogen en de gedachten van de optredende verhaalfiguren dat een schrijver zijn verbeelding het sterkst moet aanspreken, omdat gedachten en dialogen maar heel zelden letterlijk door de geschiedenis zijn overgeleverd. Als het gaat om de exacte weergave van de historische werkelijkheid, kan een auteur het zich niet veroorloven te zondigen tegen de exacte weergave van jaartallen of de weergave van een geografische situatie die uit de geschiedkundige bronnen bekend is. Doet hij of zij dit toch, dan spreken we van een anachronisme. In de postkoloniale literaturen geniet het genre hernieuwde belangstelling van schrijvers die een herschrijving van de geschiedenis in fictioneel proza beogen.
Vaak wordt er een uitvoerige beschrijving gegeven van de achtergrond waarbij het verhaal zich afspeelt. 

### Vertelperspectief
In de regel is er sprake van een auctoriale verteller, een verteller die boven het verhaal zelf staat en bij gelegenheid de verhaallijn onderbreekt om commentaar te leveren.

## Geschiedenis
Historische fictie als vertelvorm bestaat al duizenden jaren. Het kent een geleidelijke ontwikkeling van mythisch getinte vertellingen naar verhalen met een historische basis.

### Oorsprong en vroege vormen
Al in de oudheid kwamen er verhalen voor die het verleden als uitgangspunt namen. De Griekse epische gedichten Ilias en Odyssee van Homerus spelen zich af tijdens de Trojaanse Oorlog, een oorlog die in het verre verleden lag van de Homerus en zijn tijdgenoten. Bovendien bevatten de verhalen veel mythologische elementen. 
Ook het Mesopotamische Gilgamesj-epos (ca. 2000 v.Chr.) en het Indiase Ramayana (4e eeuw v.Chr.) combineren historische figuren en gebeurtenissen met goden, monsters en magie.

### Middeleeuwen
Tijdens de middeleeuwen werden verhalen over ridders en koningen, zoals die rond koning Arthur, populair in Europa. Ze waren deels gebaseerd op historische figuren, maar bevatten vaak legendarische of bovennatuurlijke elementen. In Azië verschenen werken zoals Het verhaal van Genji (Japan), De drie koninkrijken (China) en islamitische kronieken als het Tughlaqnama. In West-Afrika werd de geschiedenis van Sundiata Keita, de stichter van het Malirijk, mondeling doorgegeven.

### Romantiek
Het genre van de historische roman nam in de Romantiek een hoge vlucht, toen het zich vanuit het Verenigd Koninkrijk verspreidde. De Schotse auteur Walter Scott werd met zijn werk zeer bekend in de rest van Europa en diende veel andere auteurs tot voorbeeld. Nadat de historische roman in de loop van de 19e eeuw tijdelijk in de vergetelheid was geraakt, maakte het genre ten tijde van de neoromantiek (laatste jaren van de 19e en begin 20e eeuw) een heropleving door, zij het in een iets andere vorm: het historische decor stond nu minder centraal en moest vooral de sfeer ondersteunen. De historische romans die in deze periode zijn verschenen hebben daarnaast enige realistisch-naturalistische invloed ondergaan. Dit is bijvoorbeeld goed terug te zien in het werk van Couperus uit deze periode (o.a. De berg van licht, Antiek toerisme, Iskander en de komedianten).
Het genre heeft in vrijwel alle nationale literaturen wel belangrijke vertegenwoordigers gehad:
- In de Franse literatuur: Charles De Coster, Alfred de Vigny, Victor Hugo, Alexandre Dumas père, Honoré de Balzac, Émile Zola, Gustave Flaubert en Marguerite Yourcenar.
- In de Engelse literatuur: Walter Scott, Daniel Defoe, Jonathan Swift, Henry Fielding, Thomas Hardy, Hilary Mantel.
- In de Italiaanse literatuur: Alessandro Manzoni, Umberto Eco en Rita Monaldi en Francesco Sorti.
- In de Russische literatuur: Leo Tolstoj en Aleksandr Solzjenitsyn.
- In de Poolse literatuur: Henryk Sienkiewicz.
- In de Nederlandse literatuur:  Hendrik Conscience, Jacqueline Zirkzee, Jacob van Lennep, Geertruida Bosboom-Toussaint, Louis Couperus (neoromantiek), Arthur van Schendel (neoromantiek), Adriaan van Oordt (neoromantiek), Simon Vestdijk, Hella Haasse, Nelleke Noordervliet, Theun de Vries, Louis Paul Boon, Johan van de Walle, Inez van Dullemen, P.F. Thomése, Thomas Rosenboom, Thea Beckman, Arthur Japin, Anne Provoost, Jeroen Olyslaegers en Marja Visscher.
- In de Afrikaanse literatuur: André P. Brink, Karel Schoeman.
- In de Surinaamse literatuur: Albert Helman, Cynthia McLeod en John de Bye.

In de Latijns-Amerikaanse literatuur zijn Gabriel García Márquez, Alejo Carpentier, Carlos Fuentes en Mario Vargas Llosa belangrijke vertegenwoordigers van het genre.

## Aanverwante genres
In de literatuurwetenschap worden slechts die romans aangemerkt als historische roman, die in hun verhaalstof een zekere distantie tot de materie bewaren. Het werk van auteurs die een relaas geven van het min of meer recente verleden valt er bijgevolg niet onder. Multatuli's Max Havelaar, waarin de koloniale Indische wereld van die tijd wordt neergezet, geldt daarom niet als een historische roman, evenmin als het werk van Ben Okri over Nigeria of A.F.Th. van der Heijden over de jaren zeventig van de 20e eeuw in Nederland.
Autobiografieën worden ook niet tot het genre historische roman gerekend, omdat het fictionele element daarin geacht wordt zeer klein te zijn (wat overigens zeker niet altijd zo is), evenmin als de verhalende geschiedschrijving. De verhalende geschiedschrijving, zoals die met succes werd beoefend door bijvoorbeeld Emmanuel Le Roy Ladurie met zijn Montaillou (1975), wordt evenmin tot de historische roman gerekend.

## Varia
- Historische romans vermelden vaak talloze namen van personages die werkelijk hebben bestaan. Heel soms levert de auteur bij een historische roman een appendix met een al dan niet losbladige alfabetische namenlijst, zodat de lezer door de bomen het bos nog kan zien, zoals bijvoorbeeld Aleksandr Solzjenitsyn bij zijn Augustus veertien een leeswijzer met 95 namen, waaronder die van tientallen Russische en Duitse officieren wier namen in deze roman vermeld worden (1971).